# Mołotow (album Borixona)
Mołotow – dziewiąty studyjny album polskiego rapera Borixona, wydany 11 maja 2018 roku nakładem oficyny New Bad Label. Za mix i master odpowiada DJ Johny.
Gościnnie udzielili się Żabson, DJ Noriz, Kaz Bałagane, ReTo, Malik Montana, Major SPZ oraz KęKę.
Album zadebiutował w zestawieniu OLiS na pierwszym miejscu, natomiast ogólnie utrzymał się w nim pięć tygodni. W styczniu 2021 uzyskał certyfikat złotej płyty za sprzedaż ponad 15 000 egzemplarzy.

## Lista utworów
Źródło.
1. „Puls” (gościnnie: Żabson) (produkcja BL Beatz)
2. „Wiatr w skrzydłach” (gościnnie: DJ Noriz) (produkcja SecretRank)
3. „Znam tu człowieka” (gościnnie: Kaz Bałagane) (produkcja TMK Beatz)
4. „Weedbanger” (gościnnie: ReTo, Żabson) (produkcja Kubi Producent)
5. „Co ty kurwa chcesz od ziomka” (produkcja WhiteHouse)
6. „Djengi” (gościnnie: Malik Montana) (produkcja SecretRank)
7. „Nic” (produkcja PLN.Beatz)
8. „Z dymem” (gościnnie: Major SPZ, ReTo) (produkcja SecretRank)
9. „Sombrero” (produkcja SecretRank)
10. „Klon” (produkcja SecretRank)
11. „Małagarstka” (produkcja PLN.Beatz)
12. „Co ostatnie a co pierwsze” (gościnnie: KęKę) (produkcja SecretRank)